# Scott O'Dell
Scott O'Dell, född 23 maj 1898 i Los Angeles i Kalifornien, död 16 oktober 1989 i Mount Kisco i New York, var en amerikansk författare som skrev 26 ungdomsromaner, tre vuxenromaner och fyra faktaböcker. Mest känd är han för ungdomsromanerna Island of the Blue Dolphins, (1960), The King's Fifth, (1966), Black Star, Bright Dawn (1988), The Black Pearl (1967), och Sing Down the Moon (1970). O'Dell skrev framförallt historiska romaner. Många av hans ungdomsromaner utspelar sig i historisk tid i Kalifornien och Mexiko. 
Ett flertal filmer bygger på O'Dells verk. Exempel på filmatiserade verk är Island of the Blue Dolphins som filmatiserades 1964 och 1978 regisserade Saul Swimmer en filmversion av The Black Pearl.